# Brent Spar

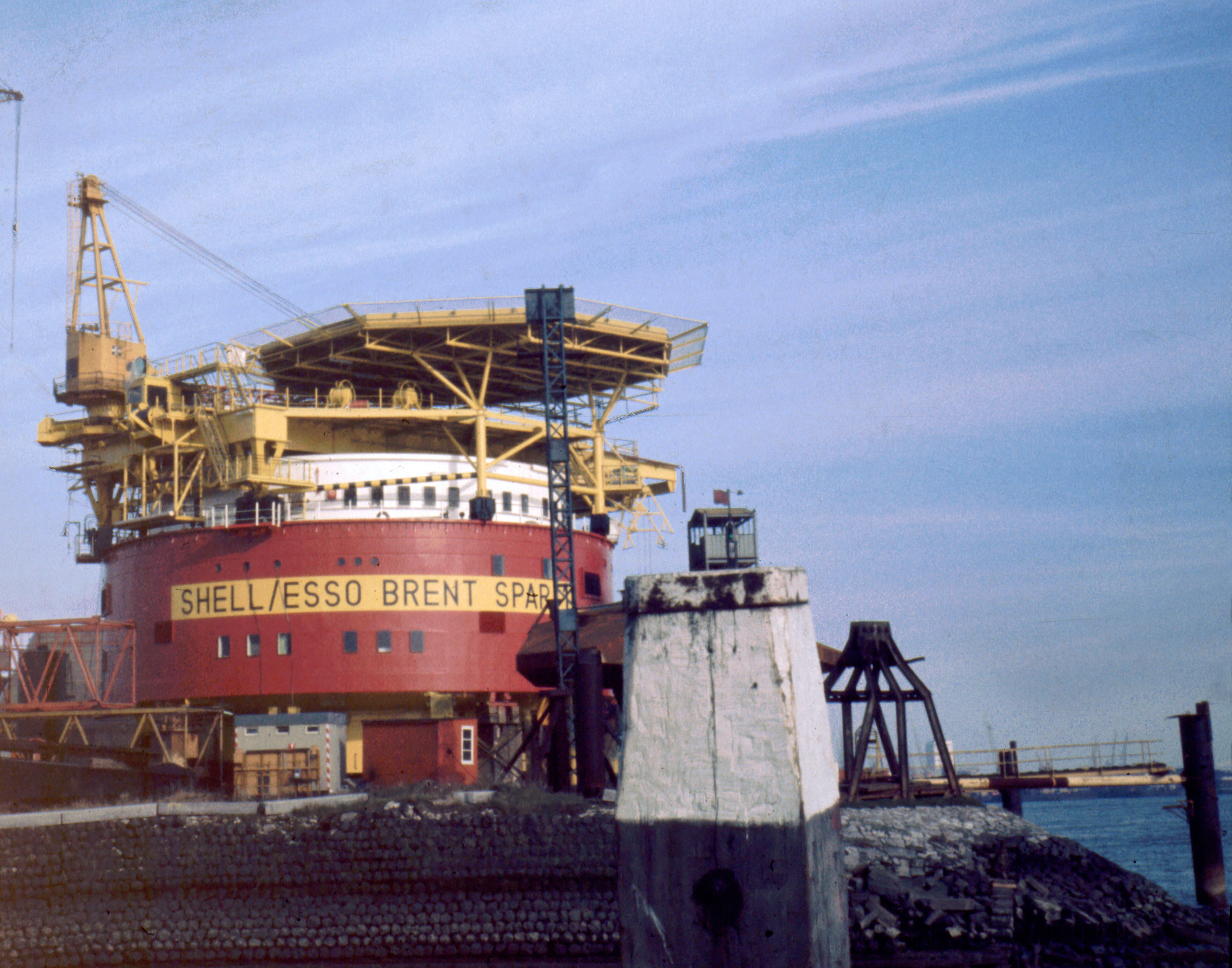
La piattaforma in costruzione a Rotterdam

La Brent Spar, o Brent E, era una piattaforma di stoccaggio galleggiante di tipo spar operata dalla Royal Dutch Shell nel mare del Nord, che ha terminato la propria vita utile nel 1995.

## Informazioni tecniche
La Brent Spar era una piattaforma galleggiante di tipo spar adibita allo stoccaggio di greggio dal giacimento Brent. L'olio, proveniente dal giacimento Brent ed estratto dalla vicina piattaforma Brent A, veniva stoccato nelle cisterne della struttura per essere poi trasferito al terminale di Sullom Voe sulle isole Shetland.
La struttura misurava 147 metri di altezza e 29 m di diametro, con una stazza di 66.000 tonnellate. Le cisterne capaci di contenere fino a 50.000 tonnellate di greggio erano costruite con lamiere di 20 mm di spessore.

## Storia

### Operatività
La Brent Spar era posizionata a 2 km dalla piattaforma Brent A, al largo delle coste scozzesi, ed ha operato a partire dal 1976 fino al 1991 quando è stata dichiarata obsoleta. La piattaforma era posseduta in joint venture dalla Shell e dalla Esso.

### Le proteste
Nel 1995, terminata la vita utile della struttura, la Shell decide di dismetterla affondandola a 150 miglia al largo delle coste delle coste scozzesi, in un fondale di 2.000 m.
Il 30 aprile 1995 un gruppo di attivisti di Greenpeace tenta di atterrare con un elicottero sulla Brent Spar, ma vengono respinti dai getti dei cannoni d'acqua antincendio della piattaforma. La scena viene tuttavia filmata e le immagini mandate ai media di tutto il mondo producendo sdegno nell'opinione pubblica.
Le proteste degli ambientalisti miravano ad una differente soluzione per il decommissioning della piattaforma, invitando a smantellarla sulla terraferma, recuperando i residui petroliferi contenuti nelle cisterne e riciclando le struttura metallica. Secondo gli ambientalisti la piattaforma conteneva ancora metalli pesanti come mercurio, cadmio, rame, arsenico oltre a 5000 tonnellate di greggio ancora presente nelle cisterne. Successivamente uno studio della norvegese Det Norske Veritas ha dimostrato che Greenpeace aveva esagerato le stime di un fattore 1000.
Per contro la Shell sosteneva che la demolizione a terra sarebbe stata più pericolosa, dannosa per l'ambiente e soprattutto molto più costosa.
A maggio del 1995 la piattaforma, scortata da una nave da guerra britannica e da tre navi della compagnia petrolifera, comincia ad essere rimorchiata da due rimorchiatori verso il punto definito per l'affondamento, nell'oceano Atlantico a est delle isole Shetland.
Contemporaneamente comincia ad allargarsi la protesta contro la Shell: in Germania e Paesi Bassi molti automobilisti boicottano la compagnia petrolifera anglo-olandese, scegliendo di non fare rifornimento presso le stazioni di servizio della Shell; molte amministrazioni cittadine, esponenti politici e società di trasporti invitano al boicottaggio. Molte società e multinazionali si allineano con il boicottaggio contro la Shell: la Deutsche Telekom, la Bayer, la Mannesmann Demag ed altre ancora aderiscono alla protesta cavalcando l'onda emotiva provocata dall'eccezionale protesta ambientalista che si era sviluppato in così poco tempo in Germania. Lo stesso cancelliere tedesco Helmut Kohl, supportato dai governi olandese e danese, si schiera a favore della soluzione dello smantellamento, facendo pressioni nel corso di un vertice del G7 nei confronti del governo britannico sul quale ricade la decisione finale.
Accanto alle forme pacifiche, alcuni episodi di protesta violenta si verificano in alcune città tedesche: lanci di bottiglie molotov, bombe carta, attentati incendiari e colpi di pistola hanno come obiettivo le stazioni di servizio della Shell.
Gli attivisti di Greenpeace erano coordinati da Harald Zindler, ex ingegnere navale, che ha allestito ad Amburgo un centro strategico dove addestrare gli attivisti e da cui far partire le proteste, comprese quelle più spettacolari come gli abbordaggi alla Brent Spar per mezzo di elicotteri e gommoni. Il centro è dotato di ogni sorta di attrezzature: giubbotti di salvataggio, stivali, generatori, cavi, corde, uffici mobili, computer e fax, oltre che scorte di cibo e strutture per l'addestramento.
Colpita dall'imprevista dimensione della protesta e dalla perdita del 20-30% delle vendite alle pompe di benzina della controllata tedesca Shell AG, la Shell comincia ad avere i primi ripensamenti, in disaccordo però con il governo britannico sul quale gravava la responsabilità di regolamentare lo smantellamento delle decine di piattaforme del mare del Nord, molte di esse vicine, come la Brent Spar, alla fine della vita utile.
La differenza tra le due alternative di decommissioning delle piattaforme sta sostanzialmente nei costi: la Shell aveva stimato che per l'affondamento della Brent Spar sarebbero stati necessari 11.800.000 £, contro i 46.000.000 dell'alternativa dello smantellamento a terra.
Il 20 giugno 1995, giorno previsto per l'affondamento della Brent Spar, il premier britannico John Major nel corso di un intervento alla Camera dei Lord conferma il benestare del governo all'affondamento della piattaforma. Nello stesso giorno due attivisti di Greenpeace riescono a calarsi sulla piattaforma da un elicottero e si incatenano a bordo per impedire l'affondamento insieme ad altri due militanti che avevano raggiunto la Brent Spar precedentemente.
Lo stesso giorno, nel corso del vertice organizzato dalla stessa compagnia petrolifera, la Shell decise che la propria posizione non era più difendibile e rinunciò al proposito di affondare la Brent Spar. Il management della società rilasciò la seguente dichiarazione:
(Shell, Press release)
Nei primi giorni di luglio 1995 il governo norvegese dà il permesso alla Shell di smantellare la Brent Spar a Erfjord in Norvegia. La piattaforma è rimasta nella località norvegese per diversi anni prima che le varie opzioni di smaltimento venissero considerate.
Nel gennaio 1998, infine, la Shell ha annunciato la decisione di riutilizzare una parte dello scafo principale nella costruzione di nuovi impianti portuali di Mekjarvik vicino a Stavanger, Norvegia. Le operazioni di smontaggio sono durate complessivamente 18 settimane.

## Conseguenze
L'intera vicenda della Brent Spar ha prodotto un grave danno d'immagine per la Shell, ma anche per l'organizzazione Greenpeace quando si è scoperto che aveva eccezionalmente sovrastimato la quantità di materiali pericolosi contenuti sulla piattaforma.
L'episodio tuttavia è stato la ragione della pubblicazione del primo rapporto di sostenibilità da parte della compagnia anglo-olandese.
Inoltre il forte sentimento ambientalista risvegliatosi con la protesta ha portato alla stipula del trattato contro lo scarico di rifiuti da parte di navi e aeromobili sancito dalla Convenzione di Oslo del 1972, sostituito poi dalla convenzione OSPAR. La convenzione, ratificata ulteriormente nel 1998, prevede che tutte le piattaforme del mare del Nord debbano essere smantellate sull'esempio della Brent Spar; la normativa è stata poi estesa al mar Baltico con la convenzione di Helsinki del 1992. Il tentativo di estendere il divieto a livello mondiale nel corso della convenzione di Londra del 1996 è fallito.

## Incidente d'elicottero
Il 25 luglio 1990 un elicottero Sikorsky S-61 della British International Helicopters proveniente dall'aeroporto di Sumburgh ha urtato la piattaforma nel tentativo di atterrare. L'elicottero è precipitato in mare provocando la morte di sei dei tredici passeggeri a bordo.